# فلین اوگلوی
فلین اوگلوی (انگلیسی: Flynn Ogilvie؛ زادهٔ ۱۷ سپتامبر ۱۹۹۳) بازیکن هاکی روی چمن اهل استرالیا است.